# Шедли, Адель
Адель Шедли (араб. عادل الشاذلي‎; род. 16 сентября 1976, La Ricamarie) — тунисский футболист, центральный полузащитник, футбольный тренер.

## Биография

### Клубная карьера
Во взрослом футболке дебютировал в 1994 году выступлениями за команду «Сент-Этьен», в которой провел три сезона, приняв участие в 33 матчах чемпионата.
Своей игрой за эту команду привлек внимание представителей тренерского штаба клуба «Сошо», в состав которого присоединился в 1997 году. Провёл за команду из Сошо семь сезонов. Большинство времени, проведенного в составе «Сошо», был основным игроком команды.
Впоследствии с 2004 по 2012 года играл в составе следующих командː «Истр», «Нюрнберг», «Сьон», «Аль-Шааб» и «Этуаль дю Сахель».
В состав клуба «Раджа» присоединился в 2012 году. Проведя за клуб из Касабланки сезон, принял участие в 19 матчах в национальном чемпионате, после чего завершил профессиональную карьеру.

### Карьера в сборной
В 2003 году дебютировал за национальную сборную Туниса. Провел в форме главной команды страны 56 матчей и забив 3 гола.
В составе сборной был участникомː домашнего Кубка африканских наций 2004, на котором сборная взяла золотые медали, Кубка конфедераций 2005 в Германии, чемпионата мира 2006 в Германии, Кубка африканских наций 2006 в Египте, Кубка африканских наций 2012 в Габоне и Экваториальной Гвинеи.